# Рабочий театр Тампере

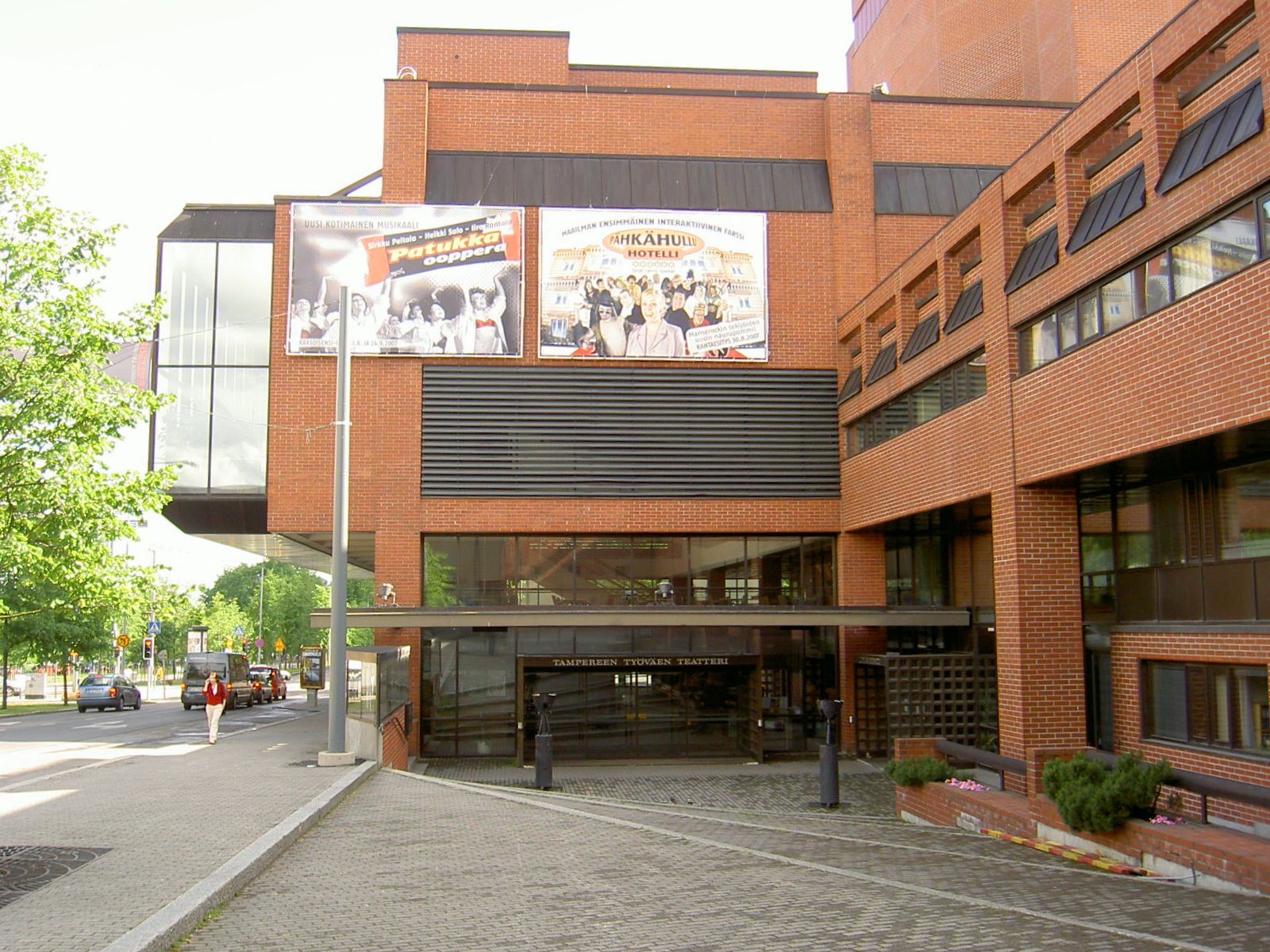
Вход в Рабочий театр Тампере

Рабочий театр Тампере (фин. Tampereen Työväen Teatteri, ТТТ) — один из двух крупных театров в финском городе Тампере, наряду с Театром Тампере. Одно из старейших учреждений искусства Финляндии.

## История
Начал свою деятельность как любительский театр при Ассоциации рабочих Тампере, которая проводила любительские и самодеятельные спектакли с 1895 года.
Основан в 1901 году. Функционировал, как профессиональный театр с 1906 года. С Рабочим театром тесно сотрудничали драматурги Йоханнес Линнанкоски, Теуво Паккала, Ялмари Финне, Эйно Лейно и другие.
Рабочий театр Тампере ежегодно посещают около 150 000 зрителей. В год представляет около 10 премьер и более 500 спектаклей.
Кроме драматических классических постановок здесь можно увидеть комедии, мюзиклы и др.
В 2017 году получил государственную Детско-юношескую театральную премию.